# Список глав Экваториальной Гвинеи
Список глав Экваториальной Гвинеи включает лиц, являвшихся главой государства Экваториальной Гвинеи после обретения ею независимости в 1968 году.
В настоящее время главой государства и правительства является Президент Республики Экваториальная Гвинея (исп. Presidente de la República de Guinea Ecuatorial, фр. Président de la République de Guinée Équatoriale). Согласно действующей редакции конституции, президент избирается всенародным голосованием на 7 лет с правом однократного переизбрания (баллотироваться на третий последовательный срок запрещено, допускается переизбрание после окончания полномочий других лиц). Президент определяет политический курс страны, обеспечивает функционирование всех органов власти, имеет право вносить законопроекты на рассмотрение в парламенте, утверждает решения парламента, обладает правом вето в отношении любых законопроектов, имеет право объявлять войну и заключать мир, подписывать и ратифицировать международные договоры, принимает решение о проведении выборов и утверждает план развития страны. Президент возглавляет Совет министров, назначает премьер-министра и ключевых должностных лиц, а также имеет право передавать право назначения министров премьер-министру. В случае вакантности поста обязанности президента исполняет вице-президент.
Использованная в первом столбце таблиц нумерация является условной; также условным является использование в первом столбце цветовой заливки, служащей для упрощения восприятия принадлежности лиц к различным политическим силам без необходимости обращения к столбцу, отражающему партийную принадлежность. Наряду с партийной принадлежностью, в столбце «Партия» также отражён беспартийный статус персоналий. В столбце «Выборы» отражены состоявшиеся выборные процедуры или иные основания получения полномочий. Для удобства список дополнен разделом «Обзор», призванным пояснить особенности политической жизни страны.

## Обзор
Территория современной Экваториальной Гвинеи являлась владением Испании с 1778 года (с перерывом в 1827—1858 годах, в 1885 году к островным Фернандо-По и Аннобону присоединилось материковое Рио-Муни), носившим с 1904 года название Испанские территории в Гвинейском заливе (исп. Territorios Españoles del Golfo de Guinea). В 1926 году три владения были административно объединены в колонию Испанская Гвинея (исп. Guinea Española). В 1956 году колония была реорганизована в Провинцию Гвинейского залива (исп. Provincia del Golfo de Guinea) в составе испанской метрополии. В 1959 году она получила статус заморской территории под названием Экваториальный регион Испании (исп. Región ecuatorial española) и включала в себя две провинции — Фернандо-По и Рио-Муни. В 1964 году по результатам референдума владения были преобразованы в Автономное сообщество Экваториальной Гвинеи (исп. Comunidad Autónoma de Guinea Ecuatorial) с Правительственным советом и Генеральным собранием. В августе 1968 года на всенародном референдуме был одобрен проект конституции, а в сентябре избран президент — бывший служащий колониальной администрации Франсиско Масиас Нгема. 12 октября была провозглашена независимость Республики Экваториальная Гвинея (исп. República de Guinea Ecuatorial).
После обретения Экваториальной Гвинеей независимости Нгема фактически установил в стране режим диктатуры. В июле 1970 года декретом президента были распущены все политические партии, а вместо них образована Единая национальная партия. На втором съезде партии в июле 1972 года она была переименована в Единую национальную партию трудящихся, а Нгема объявлен пожизненным президентом. 3 августа 1979 года в результате государственного переворота к власти пришёл племянник Нгемы — Теодоро Обианг. Маси Нгема бежал из столицы, но был пойман и вскоре казнён. Декретом от 23 октября значительная часть национализированной собственности была возвращена бывшим владельцам. В 1987 году была создана правительственная Демократическая партия Экваториальной Гвинеи (ДПЭГ). В 1989 году на безальтернативных президентских выборах одержал победу Теодоро Нгема. В июле 1991 года Нгема был вынужден согласиться на введение многопартийности, и уже в ноябре того же года вступила в силу новая конституция (заменившая собой основной закон 1982 года). Первые многопартийные парламентские выборы прошли в ноябре 1993 года. Правящая ДПЭГ сохранила за собой большинство мест в Палате депутатов. В феврале 1996 года Нгема был переизбран на третий срок. В стране фактически был установлен авторитарный режим.

## Список
|                | Портрет                                                            | Имя (годы жизни)                                                               | Полномочия      | Полномочия | Партия                              | Выборы | Наименование должности                                                                          | Пр.                  |
| Начало         | Портрет                                                            | Имя (годы жизни)                                                               | Окончание       | | Партия                              | Выборы | Наименование должности                                                                          | Пр.                  |
| -------------- | ------------------------------------------------------------------ | ------------------------------------------------------------------------------ | --------------- | --- | ----------------------------------- | --- | ----------------------------------------------------------------------------------------------- | -------------------- |
| 1 (I—II)       |                                                                    | Маси Нгема Бийого Ньеге Ндонг (1924—1979) исп. Masie Nguema Biyogo Ñegue Ndong | 12 октября 1968 | 14 июля 1972 | Народная идея Экваториальной Гвинеи | 1968 | Президент Республики Экваториальная Гвинея исп. Presidente de la República de Guinea Ecuatorial | [ 12 ] [ 13 ] [ 14 ] |
|                | Единая национальная партия → Единая национальная партия трудящихся | Маси Нгема Бийого Ньеге Ндонг (1924—1979) исп. Masie Nguema Biyogo Ñegue Ndong | 12 октября 1968 | 14 июля 1972 |                                     | 1968 | Президент Республики Экваториальная Гвинея исп. Presidente de la República de Guinea Ecuatorial | [ 12 ] [ 13 ] [ 14 ] |
| 14 июля 1972   | 3 августа 1979                                                     | Маси Нгема Бийого Ньеге Ндонг (1924—1979) исп. Masie Nguema Biyogo Ñegue Ndong | [ комм. 5 ]     | Пожизненный президент Республики Экваториальная Гвинея исп. Presidente Vitalicio de la República de Guinea Ecuatorial |                                     | |                                                                                                 | [ 12 ] [ 13 ] [ 14 ] |
| —              |                                                                    | Теодоро Обианг Нгема Мбасого (1942—) исп. Teodoro Obiang Nguema Mbasogo        | 3 августа 1979  | 25 августа 1979 | военный                             | [ комм. 6 ] | Председатель Революционного военного совета исп. Presidente del Consejo Militar Revolucionario  | [ 15 ] [ 16 ] [ 17 ] |
| 2 (I—VIII)     | 25 августа 1979                                                    | Теодоро Обианг Нгема Мбасого (1942—) исп. Teodoro Obiang Nguema Mbasogo        | 12 октября 1982 | [ комм. 7 ] | военный                             | Председатель Верховного военного совета исп. Presidente del Consejo Militar Supremo                                                                  |                                                                                                 | [ 15 ] [ 16 ] [ 17 ] |
|                | 12 октября 1982                                                    | Теодоро Обианг Нгема Мбасого (1942—) исп. Teodoro Obiang Nguema Mbasogo        | 2 августа 1989  | беспартийный | [ комм. 8 ]                         | Президент Республики Экваториальная Гвинея исп. Presidente de la República de Guinea Ecuatorial фр. Président de la République de Guinée Équatoriale |                                                                                                 | [ 15 ] [ 16 ] [ 17 ] |
|                | 2 августа 1989                                                     | Теодоро Обианг Нгема Мбасого (1942—) исп. Teodoro Obiang Nguema Mbasogo        | 15 марта 1996   | Демократическая партия Экваториальной Гвинеи                                                                          | 1989                                | Президент Республики Экваториальная Гвинея исп. Presidente de la República de Guinea Ecuatorial фр. Président de la République de Guinée Équatoriale |                                                                                                 | [ 15 ] [ 16 ] [ 17 ] |
| 15 марта 1996  | 19 января 2003                                                     | Теодоро Обианг Нгема Мбасого (1942—) исп. Teodoro Obiang Nguema Mbasogo        | 1996            | Демократическая партия Экваториальной Гвинеи                                                                          |                                     | Президент Республики Экваториальная Гвинея исп. Presidente de la República de Guinea Ecuatorial фр. Président de la République de Guinée Équatoriale |                                                                                                 | [ 15 ] [ 16 ] [ 17 ] |
| 19 января 2003 | 8 декабря 2009                                                     | Теодоро Обианг Нгема Мбасого (1942—) исп. Teodoro Obiang Nguema Mbasogo        | 2002            | Демократическая партия Экваториальной Гвинеи                                                                          |                                     | Президент Республики Экваториальная Гвинея исп. Presidente de la República de Guinea Ecuatorial фр. Président de la République de Guinée Équatoriale |                                                                                                 | [ 15 ] [ 16 ] [ 17 ] |
| 8 декабря 2009 | 20 мая 2016                                                        | Теодоро Обианг Нгема Мбасого (1942—) исп. Teodoro Obiang Nguema Mbasogo        | 2009            | Демократическая партия Экваториальной Гвинеи                                                                          |                                     | Президент Республики Экваториальная Гвинея исп. Presidente de la República de Guinea Ecuatorial фр. Président de la République de Guinée Équatoriale |                                                                                                 | [ 15 ] [ 16 ] [ 17 ] |
| 20 мая 2016    | 8 декабря 2022                                                     | Теодоро Обианг Нгема Мбасого (1942—) исп. Teodoro Obiang Nguema Mbasogo        | 2016            | Демократическая партия Экваториальной Гвинеи                                                                          |                                     | Президент Республики Экваториальная Гвинея исп. Presidente de la República de Guinea Ecuatorial фр. Président de la République de Guinée Équatoriale |                                                                                                 | [ 15 ] [ 16 ] [ 17 ] |
| 8 декабря 2022 | действующий                                                        | Теодоро Обианг Нгема Мбасого (1942—) исп. Teodoro Obiang Nguema Mbasogo        | 2022            | Демократическая партия Экваториальной Гвинеи                                                                          |                                     | Президент Республики Экваториальная Гвинея исп. Presidente de la República de Guinea Ecuatorial фр. Président de la République de Guinée Équatoriale |                                                                                                 | [ 15 ] [ 16 ] [ 17 ] |